# Melchior van Santvoort

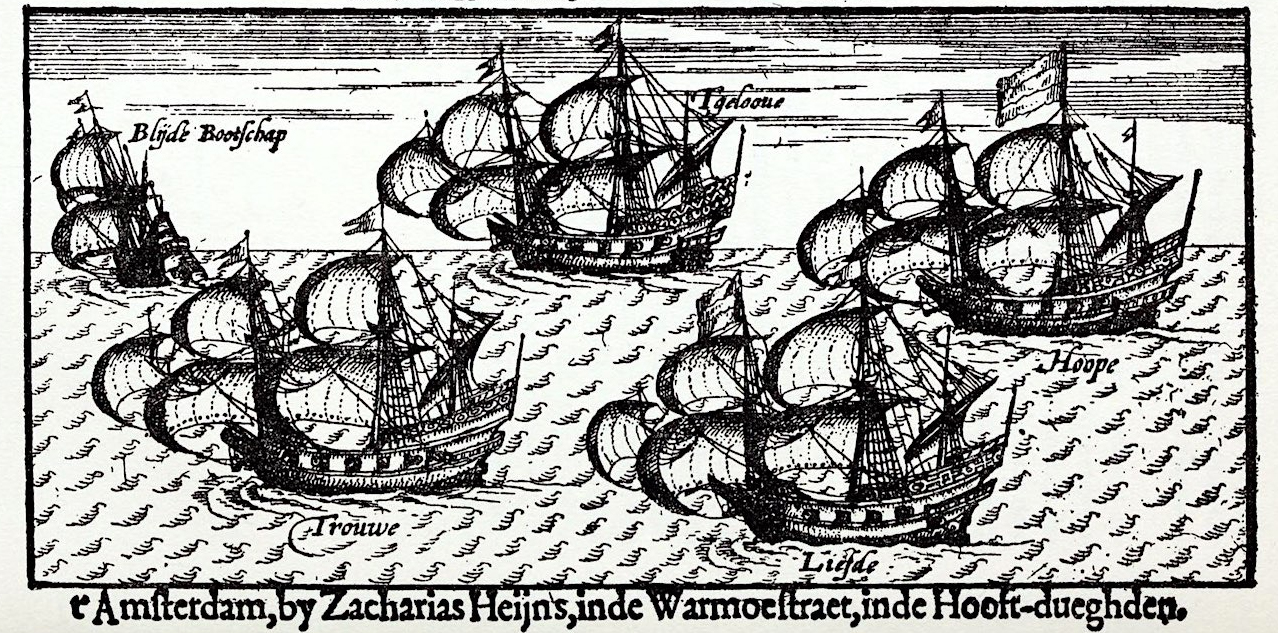
Van links naar rechts: "Blijde Boodschap", "Trouwe", "'t Geloove", "Liefde" en "Hoope". 17e-eeuwse gravure.

Melchior van Santvoort (ca. 1570 - Batavia, 1641) was een koopman in Nagasaki. Hij maakte deel uit van de bemanning van De Liefde. Mogelijk had hij een administratieve functie als commies. Samen met William Adams kwam Van Santvoort in 1600 aan in Japan. Van Santvoort woonde 39 jaar in Japan en moest het land zoals alle buitenlanders met zijn Japanse vrouw, dochter en schoonzoon Willem Verstegen verlaten. François Caron kreeg speciale toestemming om in het land te blijven. Melchior van Santvoort en Jan Joosten van Lodensteyn maakten een fortuin in de handel tussen Japan en Zuidoost-Azië. Van Santvoort kon altijd vrij handelen met wie hij wilde

## Relaas
Vijf schepen, De Liefde, De Hoop, Het Geloof, De Trouw en De Blijde Boodschap, vertrokken in 1598 onder Jacob Mahu en Simon de Cordes naar de Molukken via de Straat Magellaan, Chili en Peru. Het was de eerste grote expeditie vanuit Rotterdam. (Zie Jacob Mahu, Jacob Quaeckernaeck en Dirck China voor het verloop van de rest van de expeditie). Slechts De Liefde, met Jacob Quackernaeck als kapitein, en De Hoop staken vervolgens over naar Japan. Van De Hoop is daarna nooit meer iets vernomen.
Op 19 april 1600 arriveerde De Liefde in de baai van Usuki (prefectuur Oita) op Kyushu. Van de bemanning hadden slechts 24 man de reis overleefd, en slechts zes van hen waren in staat om te lopen. Enkele anderen stierven kort na aankomst.
De Portugese priesters beweerden dat het schip een piratenschip was en dat ze allen gekruisigd moesten worden. Het schip werd onder bevel van Ieyasu Tokugawa in beslag genomen en de bemanning werd opgesloten in het kasteel van Osaka. De 19 kanonnen van de Liefde werden, volgens Spaanse bronnen, op 21 oktober 1600 gebruikt in de Slag bij Sekigahara.

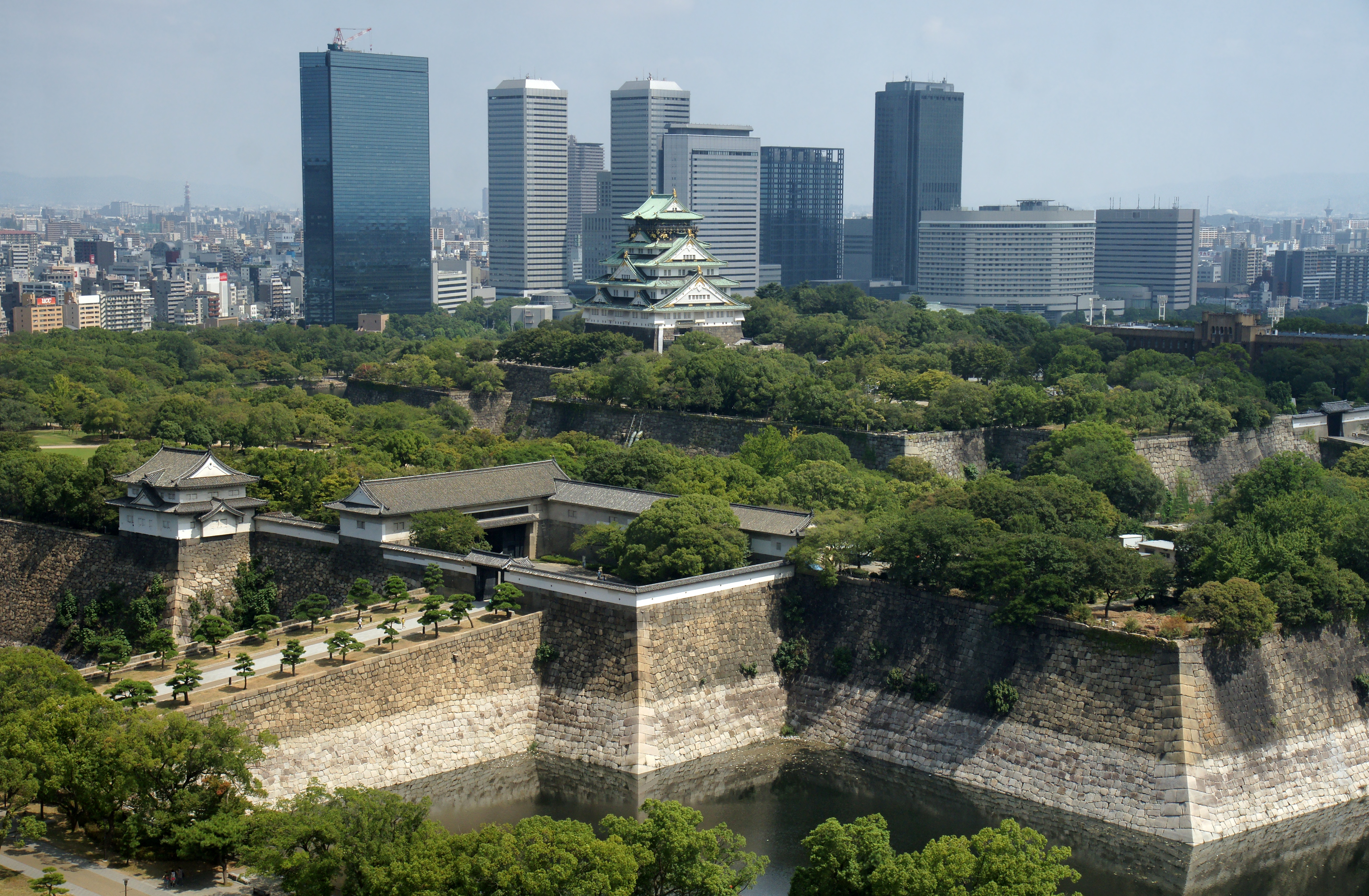
Kasteel Osaka

Melchior van Santvoort had al flink geïnvesteerd in de goede betrekkingen met de shogun. Niet alleen was Nederlandse kennis van scheepsbouw, navigatie en cartografie indrukwekkend, maar ook was het ontbreken van zendingsdrang bij hen een pre. In tegenstelling tot de Portugezen kwamen de Nederlanders louter voor de handel en niet ook om het christendom te verspreiden. Zij legden ook uit dat Holland met Spanje in oorlog was mede omdat de Hollanders protestanten waren, en dat zij alleen voor handel naar Japan gekomen waren. De shogun zag in dat hij nu met sommige Europeanen handel kon drijven zonder de Europese priesters op de koop toe te krijgen.
Er had zich veel volk verzameld op het strand toen de voormalige loods Adams, die niet in wonderen geloofde, een katholiek geestelijke had uitgedaagd om over zee te lopen. De geestelijke droeg een manshoog houten kruis. De Portugees kwam hierna in de problemen maar Van Santvoort redde de priester.
Jacob Quaeckernaeck en Melchior van Santvoort kregen in 1605 toestemming om Japan te verlaten en zeilden in een jonk naar Patani, waar Jacob van Neck in 1602 een factorij had gevestigd. Zij hadden brieven van de Japanse regering bij zich met een uitnodiging aan de Nederlanders om in Japan handel te komen drijven. Ze bleven langer weg dan de bedoeling. Quaeckernaeck gaf in juli 1606 bij Malakka de brieven door aan Cornelis Matelieff, die ze bij zijn terugkomst in de Republiek in 1609 aan de Staten-Generaal overhandigde.

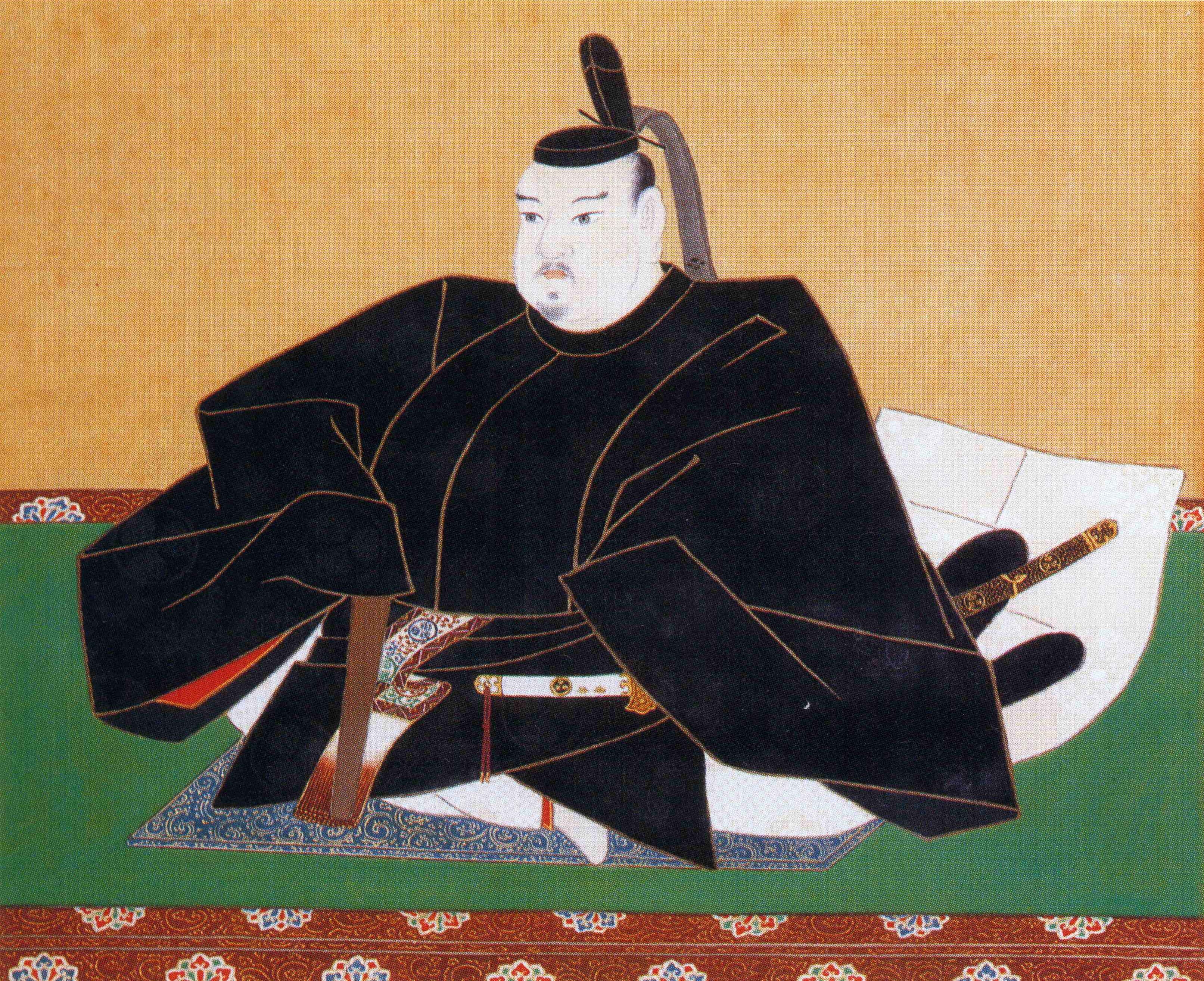
Tokugawa Iemitsu

Pas in 1609 kwam Jacques Specx met de gewenste lading in Hirado aan. Van Santvoort diende als tolk. De VOC-gezanten Abraham van den Broeck en Nicolaes Puyck gingen met geschenken en de brief van prins Maurits op hofreis naar de hoofdstad Edo (het tegenwoordige Tokio). De delegatie werd goed ontvangen en op 24 augustus 1609 vaardigde de shogun een handelspas uit. De oprichting van een Nederlandse handelspost in Hirado een maand later luidde het begin in van meer dan twee eeuwen waarin Nederland als enige westerse land handel mocht drijven met het geïsoleerde Japan.
De Japanse argwaan ten opzichte van het westerse geloof leidde al in 1614 tot een verbod op de verspreiding van het christendom. In 1616 stierf de shogun en werd opgevolgd door zijn nog achterdochtiger zoon.
Van Santvoort onderhield een briefwisseling met Nicolaes Coeckebacker en is opgezocht door Hendrick Hagenaer. Van Santvoort trouwde met een Japanse, de dochter van een timmerman en kreeg met haar een dochter. Toen Willem Verstegen in 1632 in Nagasaki aankwam vroeg hij haar ten huwelijk. Ook Pieter van Santen trouwde met een dochter van Van Santvoort.
In 1639 moesten alle Japanse vrouwen die met Hollanders samenwoonden met hun halfbloedkinderen het land verlaten. Van Santvoort vertrok met zijn vrouw via Formosa naar Batavia. Hij stierf twee jaar later.